# Staropetrivka, Berdeansk
Staropetrivka (în ucraineană Старопетрівка) este un sat în comuna Novopetrivka din raionul Berdeansk, regiunea Zaporijjea, Ucraina.

## Demografie
Componența lingvistică a localității Staropetrivka
     Ucraineană (85,57%)
     Rusă (13,93%)
     Alte limbi (0,2%)
Conform recensământului din 2001, majoritatea populației localității Staropetrivka era vorbitoare de ucraineană (85,57%), existând în minoritate și vorbitori de rusă (13,93%).